# Joan de Wijkerslooth
Jhr. Joan Lodewijk de Wijkerslooth de Weerdesteyn (Den Haag, 18 oktober 1946) is een Nederlandse jurist, tot 2005 voorzitter van het College van procureurs-generaal, en tot 2010 hoogleraar aan de Universiteit Leiden.

## Opleiding
De Wijkerslooth doorliep het gymnasium in Utrecht en studeerde vervolgens rechten in Leiden waar hij in 1971 in het civiele recht afstudeerde.

## Loopbaan
Tot 1977 was hij wetenschappelijk medewerker in Leiden, daarna tot 1999 advocaat bij Pels Rijcken & Droogleever Fortuijn, het kantoor van de landsadvocaat, in Den Haag. In 1987 werd hij benoemd tot landsadvocaat, als opvolger van Everhard Korthals Altes, die tot raadsheer in de Hoge Raad benoemd was. Daarnaast was hij vanaf 1983 rechter-plaatsvervanger in de rechtbank in Den Haag, en vanaf 1988 raadsheer-plaatsvervanger in het Haagse gerechtshof.
In 1999 volgde hij Arthur Docters van Leeuwen op als voorzitter van het College van procureurs-generaal; als landsadvocaat werd hij opgevolgd door Bert-Jan Houtzagers. In de woelige jaren die volgden, benadrukte De Wijkerslooth het magistratelijke karakter van het Openbaar Ministerie, tegenover de crime-fighters die in de jaren daarvoor van zich hadden doen spreken. Hij baarde echter opzien toen hij in januari 2004 in NOVA het besluit van het OM verdedigde om marinier Eric O. te vervolgen. Eric O. zou in Irak opzettelijk en gericht op Irakezen hebben geschoten, met dodelijk gevolg. Later bleek dat de aanklacht rammelde, en Eric O. werd van rechtsvervolging ontslagen.
In mei 2005 nam De Wijkerslooth afscheid van het Openbaar Ministerie; zijn opvolger was Harm Brouwer. Hij werd daarna hoogleraar strafrecht aan de Universiteit Leiden; in september 2010 ging hij met emeritaat.

## Privé
De Wijkerslooth is een telg uit het adellijke geslacht De Wijkerslooth. Van moederszijde stamt hij uit de Maastrichtse fabrikantenfamilie Regout. Hij is de tweelingbroer van jhr. ir. Roelof Jozef de Wijkerslooth de Weerdesteyn en tevens een broer van de KVP/CDA-politica jkvr. Madeleen Leyten-de Wijkerslooth de Weerdesteyn.
In 1971 trad hij te Oegstgeest in het huwelijk met Ellen Elisabeth Vinke (1947-2025). Het echtpaar heeft twee dochters.
De Wijkerslooth is ridder in de Orde van de Nederlandse Leeuw.